# Robert Indiana
Robert Indiana, rodným jménem Robert Clark, (13. září 1928 – 19. května 2018) byl americký výtvarník a sochař. Po dobu tří let sloužil v Americkém letectvu a následně, v letech 1949 až 1953, studoval na Chicagském uměleckém institutu. Později krátce studoval ve skotském Edinburgh a po návratu do vlasti se usadil v New Yorku. Je autorem pop-artového obrazu Love. Ten obsahuje tato čtyři písmena, přičemž první dvě jsou v první řadě a druhá ve druhé. Písmeno „O“ je nakloněno. Dílo bylo později vyobrazeno například na poštovní známce. Rocková hudební skupina Rage Against the Machine se jím inspirovala na obalu svého alba Renegades (2000). Roku 1964 Indiana vystupoval ve filmu Eat umělce Andyho Warhola. Zemřel na respirační selhání ve věku 89 let.